# Nigel Gresley

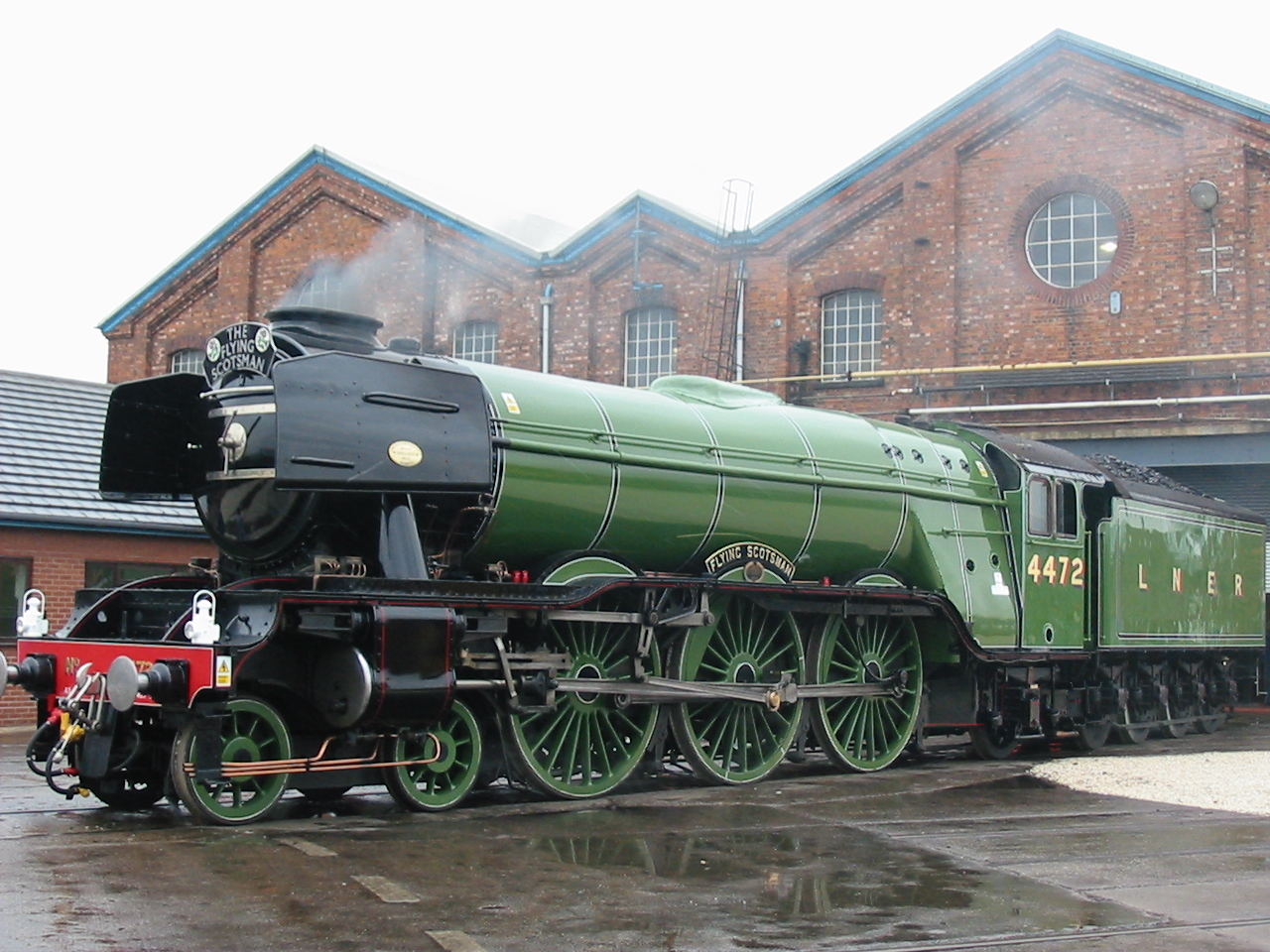
No. 4472 Flying Scotsman

Herbert Nigel Gresley (19 de junio de 1876 - 5 de abril de 1941) fue un ingeniero ferroviario británico, uno de los diseñadores de locomotoras de vapor más famosos de Gran Bretaña. Ingeniero Mecánico Jefe del Ferrocarril de Londres y del Noreste (FL&NE), ideó algunas de las locomotoras de vapor más populares de Gran Bretaña, incluidas las máquinas LNER Clase A1 y LNER Clase A4 4-6-2 Pacific.
Una de sus máquinas, la A1 Pacific Flying Scotsman, fue la primera locomotora de vapor en superar las 100 millas por hora (161 km/h) de velocidad en un servicio de pasajeros; y otra de ellas, la A4 número 4468 Mallard, todavía tiene el récord de ser la locomotora de vapor más rápida del mundo, con una marca de 126 millas por hora (203 km/h). 

## Biografía

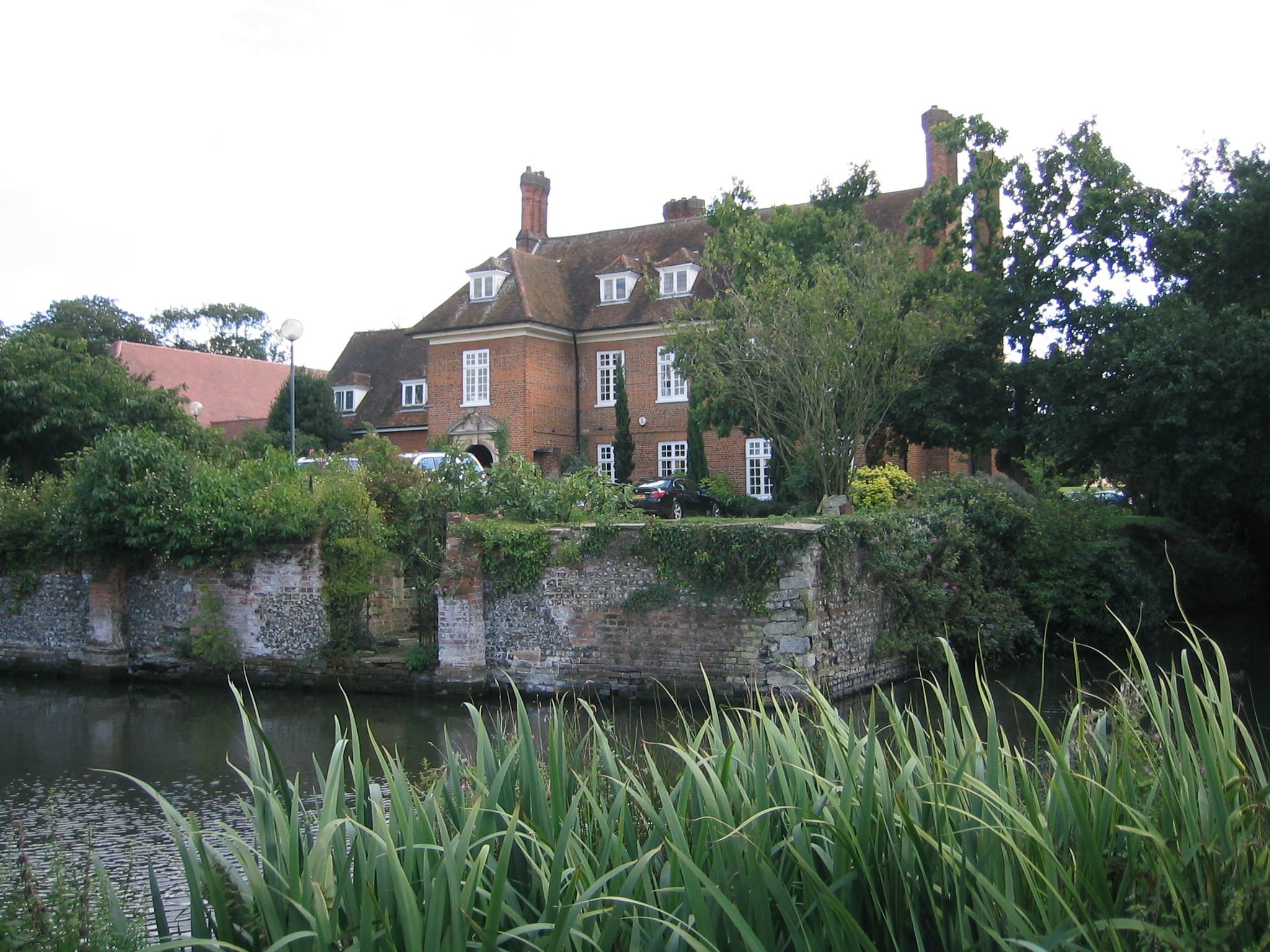
Salisbury Hall, la casa de Gresley durante la década de 1930

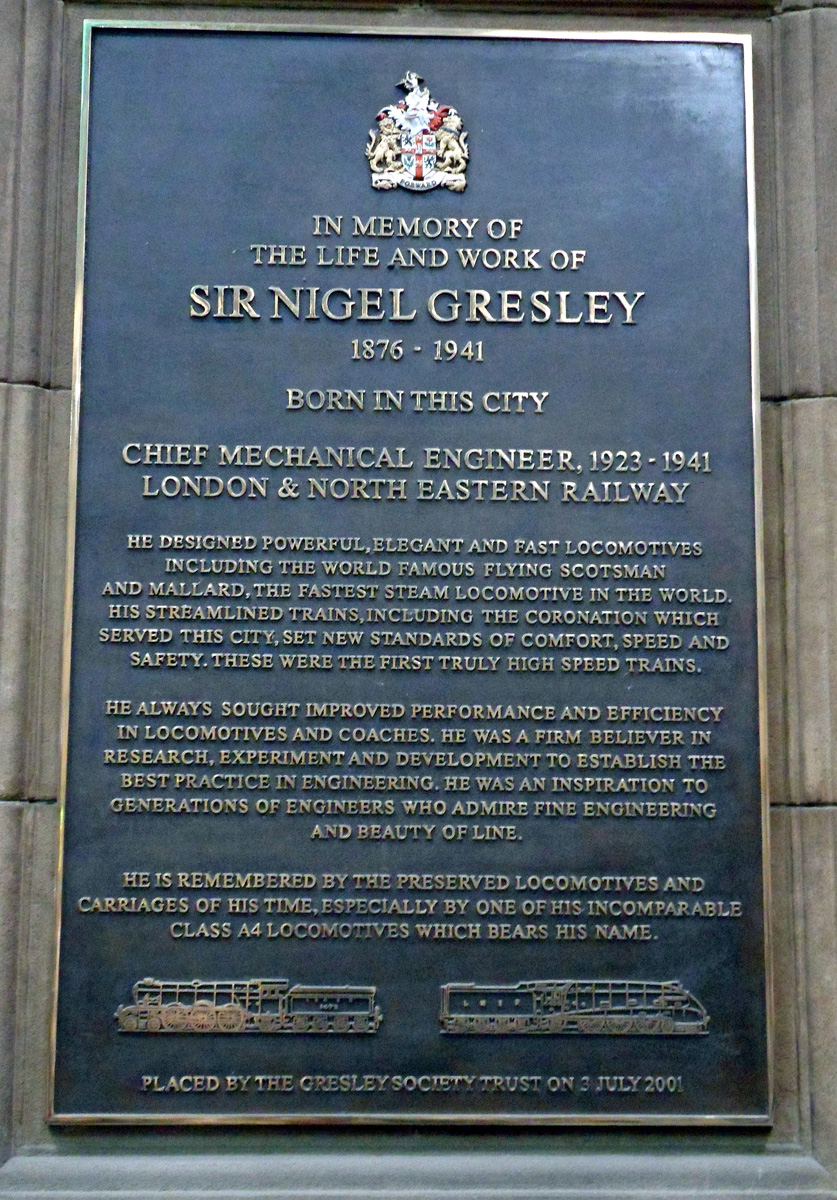
Placa conmemorativa a los logros de Gresley, exhibida en el vestíbulo principal de la Estación de Waverley, en Edimburgo

Gresley nació en Edimburgo, coincidiedo con la visita de su madre para ver a un ginecólogo, pero se crio en Netherseal. Pertenecía a una rama menor de una familia asentada durante mucho tiempo en Gresley, Derbyshire. Después de asistir a la escuela en Sussex y en el Colegio Marlborough, comenzó a trabajar como aprendiz en los Talleres de Crewe, por entonces propiedad del Ferrocarril de Londres y del Noroeste. De allí pasó al Ferrocarril de Lancashire y Yorkshire (FL&Y) en Horwich, donde se convirtió en ayudante de otro célebre diseñador de locomotoras, el ingeniero John Aspinall. En el FL&Y ocupó distintos cargos a partir de 1901, siendo nombrado Gerente de Obras en 1903. 
Su carrera siguió progresando rápidamente, y se convirtió en Superintendente Asistente del Departamento de Transporte y Vagones del FL&Y en 1904. Un año después, firmó un contrato con el Gran Ferrocarril del Norte (GNR) como Superintendente de Coches y Vagones. En esta compañía sucedió al ingeniero Henry A. Ivatt como mecánico jefe el 1 de octubre de 1911. Tras la Agrupación del Ferrocarril Británico de 1923, accedió al cargo de ingeniero mecánico jefe del recién formado Ferrocarril de Londres y del Noreste (FL&NE) (el puesto se le había ofrecido originalmente al anciano John G. Robinson; quien lo rechazó y sugirió a Gresley para el cargo). 
En 1936, Gresley recibió un doctorado honorario por la Universidad de Mánchester y un título de caballero de manos del rey Eduardo VIII. Ese mismo año pasó a presidir la Institución de Ingenieros Mecánicos. 
Durante la década de 1930, Sir Nigel Gresley vivió en Salisbury Hall, cerca de St. Albans en Hertfordshire. Desarrolló un gran interés por la cría de pájaros y patos salvajes. Curiosamente, entre estas especies se encontraban los patos Mallard. La casa todavía existe hoy como residencia privada, situada junto al Centro de Patrimonio Aeronáutico De Havilland, vinculado al diseño del famoso avión Mosquito durante la Segunda Guerra Mundial. 
En 1936, Gresley diseñó las locomotoras de 1500 V CC para la electrificación propuesta de la Línea de Woodhead entre Mánchester y Sheffield. La Segunda Guerra Mundial forzó el aplazamiento del proyecto, que se completó a principios de la década de 1950. 
Ingresó en la Orden del Imperio Británico en 1920 y fue nombrado caballero durante los Actos del Aniversario de 1936. 
Murió el 5 de abril de 1941, después de una breve enfermedad, y fue enterrado en la Iglesia de San Pedro, Netherseal, Derbyshire. 
Fue sucedido como mecánico jefe del FL&NE por Edward Thompson.

## Memoriales
Una placa conmemorativa a los logros de Gresley fue descubierta en la Estación de Edimburgo Waverley en 2001. Promovida por la Sociedad Gresley, incluye dibujos de sus locomotoras Flying Scotsman y Mallard. 
Después de la remodelación del solar que anteriormente albergaba el Doncaster College, la plaza frente a las nuevas oficinas del Consejo Metropolitano del Condado de Doncaster y el Teatro Cast, pasó a llamarse Sir Nigel Gresley Square, en honor al diseñador de algunas de las locomotoras de vapor más famosas construidas en los Talleres de Doncaster Plant, tras una encuesta pública entre los residentes de Doncaster organizada por Doncaster Free Press. La plaza se abrió al público como parte de las celebraciones del Jubileo de Diamante de la Reina, en una ceremonia presidida por el alcalde de Doncaster, el Sr. Peter Davies y dos nietos de Nigel Gresley, en mayo de 2012. 
La locomotora LNER Clase A4 4498 Sir Nigel Gresley lleva el nombre de su diseñador. 
Se desveló una estatua de Gresley en la estación de King's Cross en Londres el 5 de abril de 2016, coincidiendo con el 75 aniversario de su muerte. El escultor Hazel Reeves originalmente pensó en incluir un pato junto a Gresley en referencia a su pasatiempo de criar aves acuáticas y sus nombres de locomotoras con referencias a pájaros, como la Mallard, pero se eliminó del diseño final cuando dos de los nietos de Gresley se quejaron de que era "degradante".

## Innovaciones
Las máquinas de Gresley destacaron por su elegancia, tanto estética como mecánica. Su invención de un diseño de tres cilindros con solo dos juegos de engranajes de válvula Walschaerts, el engranaje de válvula conjugada Gresley, produjo un funcionamiento suave y una mayor potencia a un costo menor que el que se hubiera logrado con tres juegos de engranajes Walschaerts más convencionales. 
- Movimiento de válvula derivado para locomotoras de vapor de 3 cilindros; Engranaje de válvula conjugada Gresley.
- La locomotora de vapor para pasajeros más grande del Reino Unido, la P2 2-8-2.
- La locomotora de vapor más grande del Reino Unido, la U1 2-8-0 + 0-8-2 Garratt.
- La 'locomotora que ganó la guerra', la V2 2-6-2.
- La primera locomotora de vapor en alcanzar oficialmente 100 mph, la A3 'Flying Scotsman' 4-6-2.
- La locomotora de vapor más rápida del mundo, la A4 'Mallard' 4-6-2 (126,3 mph).
- Otra A4, la 'Silver Link', que anteriormente tenía el récord mundial de velocidad de las locomotoras de vapor (112 mph).
- La locomotora experimental de alta presión LNER Clase W1 'hush-hush' 4-6-4
- Tren Jubileo de Plata
- El vagón de ferrocarril articulado, utilizado por primera vez con algunas conversiones en los vagones del East Cost Joint Stock (ECJS) en 1907, pronto seguidos por las conversiones de vagones del GNR; nuevos coches articulados construidos para el GNR desde 1911.[6]
- El ténder de corredor para permitir recorridos más largos sin paradas.[7]

## Locomotoras diseñadas por Gresley

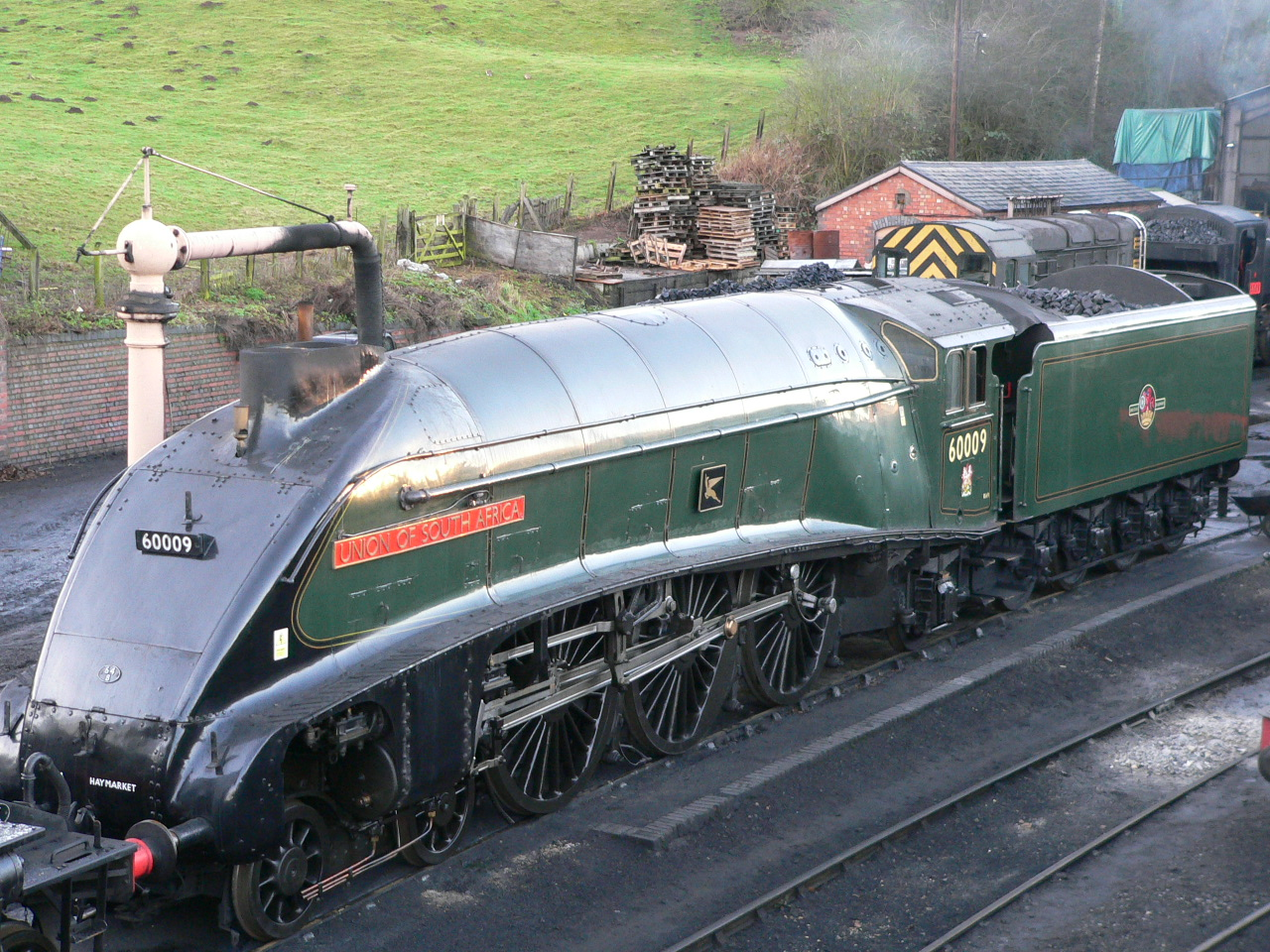
LNER Clase A4 4488 Unión de Sudáfrica, un diseño clásico de Gresley, restaurado

### GNR
Véase: Locomotoras del Gran Ferrocarril del Norte
- GNR Clase 536 (LNER Clase J6) 0-6-0 (1911)
- GNR Clase K1 2-6-0 (1912)
- GNR Clase J2 0-6-0 (1912)
- GNR Clase O3 2-8-0 (1913)
- GNR Clase H3 (LNER Clase K2) 2-6-0 (1914)
- GNR Clase J51 0-6-0T (1915)
- GNR Clase H4 (LNER Clase K3) 2-6-0 (1920)
- GNR Clase N2 0-6-2T (1920)
- GNR Clase O2 2-8-0 (1921)
- GNR Clase J50 0-6-0T (1922)
- GNR Clase A1 4-6-2 (1922)

### LNER
Véase: Locomotoras del Ferrocarril de Londres y del Noreste
- LNER Clase P1 2-8-2 (1925)
- LNER Clase U1 Garratt 2-8-0 + 0-8-2 (1925)
- LNER Clase J38 0-6-0 (1926)
- LNER Clase J39 0-6-0 (1926)
- LNER Clase A3 4-6-2 (1927)
- LNER Clase D49 4-4-0 (1927)
- LNER Clase B17 4-6-0 (1928)
- LNER Clase V1 2-6-2T (1930)
- LNER Clase P2 2-8-2 (1934)
- LNER Clase A4 4-6-2 (1935)
- LNER Clase V2 2-6-2 (1936)
- LNER Clase W1 4-6-4 (1937)
- LNER Clase K4 2-6-0 (1937)
- LNER Clase V3 2-6-2T (1939)
- LNER Clase V4 2-6-2 (1941)
- LNER No. 6701 Bo+Bo locomotora eléctrica (1941)

## Lecturas relacionadas
- Hughes, Geoffrey (2001). Sir Nigel Gresley: The Engineer and his Family. Usk: Oakwood Press. ISBN 978-0-85361-579-8. OL118.